# Pomorska politika
Pomorska politika je sastavni dio globalne ekonomske politike koja obuhvaća aktivan utjecaj države na razvoj i poslovanje pomorskog gospodarstva. Ona je skup privredno – političkih mjera što ih poduzimaju pojedine države radi unapređenja pomorske privrede u užem smislu riječi, tj. morskog brodarstva, brodogradnje i luka. Ona je usko vezana; dio je ekonomske politike pa stoga ciljevi, instrumenti i drugi mehanizmi pomorske politike moraju biti međusobno povezani s ciljevima opće ekonomske politike.